# Lasiomma
Lasiomma este un gen de muște din familia Anthomyiidae.

## Specii[1]
- Lasiomma africana
- Lasiomma anthomyinum
- Lasiomma anthomyioides
- Lasiomma atlanticum
- Lasiomma atricaudum
- Lasiomma brevirostre
- Lasiomma collini
- Lasiomma cuneicorne
- Lasiomma curtigena
- Lasiomma densisetibasis
- Lasiomma divergens
- Lasiomma flavipenne
- Lasiomma graciliapicum
- Lasiomma griseopunctata
- Lasiomma guttata
- Lasiomma houghi
- Lasiomma iwasai
- Lasiomma japonicum
- Lasiomma longirostre
- Lasiomma luteoforceps
- Lasiomma monticola
- Lasiomma morionellum
- Lasiomma multisetosa
- Lasiomma nidicolum
- Lasiomma octoguttatum
- Lasiomma octomaculatum
- Lasiomma pallidum
- Lasiomma propleurale
- Lasiomma pseudostylatum
- Lasiomma quinquelineatum
- Lasiomma restoratum
- Lasiomma sedulum
- Lasiomma seminitidum
- Lasiomma strigilatum
- Lasiomma tenuriostre
- Lasiomma zorrense